# Geschiedenis van Panama

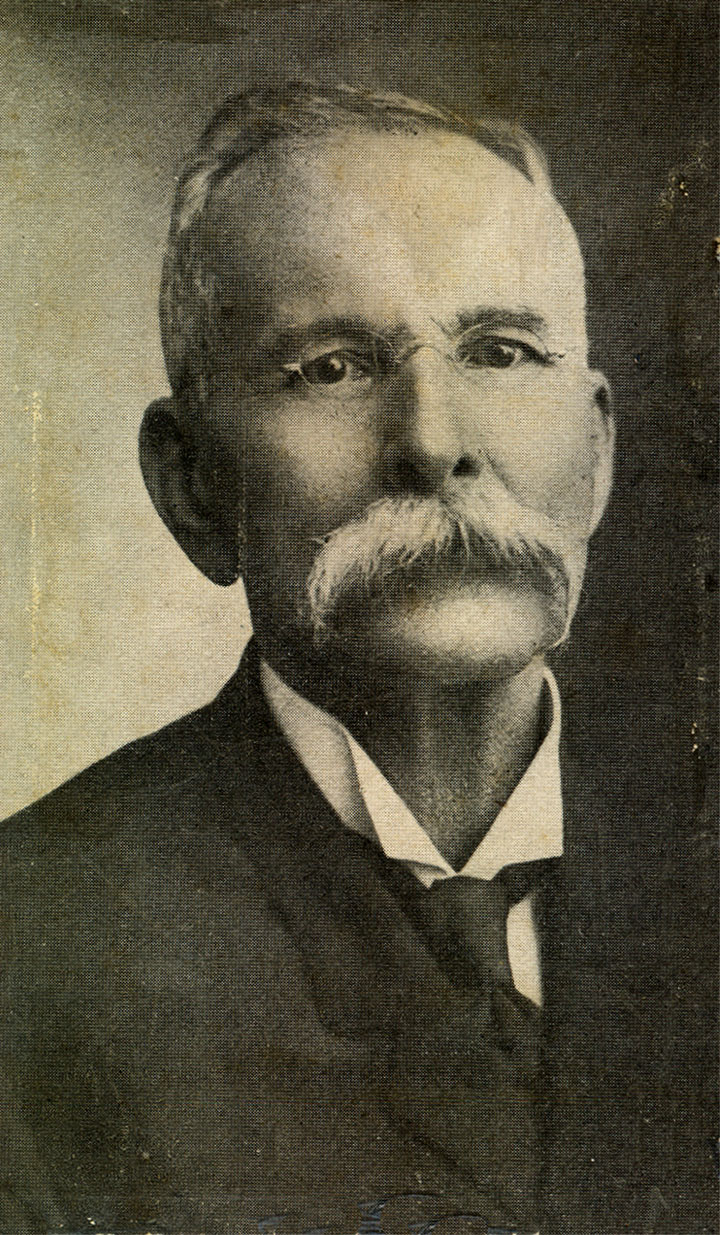
Manuel Amador Guerrero

De geschiedenis van Panama omvat de periode vanaf de eerste mensen in Amerika tot de huidige republiek Panama.

## Precolumbiaanse periode
In het gebied van hedendaags Panama waren verscheidene precolumbiaanse beschavingen, waaronder de Coclécultuur.

## Koloniale periode
Panama was van 1502 tot 1821 een provincie van Spanje. De Spanjaard Balboa had ontdekt dat de kortste weg tussen Spanje en de Stille Oceaan over Panama liep. Na de verovering van Peru rond 1530, de ontdekking van zilver en de groeiende Spaanse bevolking werd Panama van groot militair en commercieel belang. Tussen 1540 en 1740 had Panama een sleutelrol in de handel tussen beide gebiedsdelen. Aan de westkust werd het zilver van Peru aangevoerd en door karavanen over een afstand van 80 kilometer vervoerd, door het oerwoud, naar de Panamese oostkust. Aan de oostkust was Portobelo uitgegroeid tot een belangrijke handelsplaats van waaruit de jaarlijkse zilvervloot naar Spanje vertrok. Goederen vanuit Spanje en andere Europese landen maakten gebruik van dezelfde route maar dan richting Peru. Aan het begin van de 18e eeuw werd de route om Kaap Hoorn een belangrijk alternatief. Deze directe vaarweg was veel goedkoper dan de transcontinentale route via Panama. De Spaanse kolonie in Panama verloor veel handel en raakte in een economische depressie.

## Deel van Colombia
Na een korte onafhankelijkheid ging het land op in Groot-Colombia. Dat land verleende concessie aan twee Amerikaanse rederijen voor de aanleg van een Panamaspoorweg, een spoorlijn tussen de Atlantische Oceaan en de Stille Oceaan over de landengte van Panama. De route van 76,5 kilometer loopt van Colón naar Panama-Stad. De aanleg is gestart in 1850 en in januari 1855 was de lijn voltooid.

## Onafhankelijkheid
De Colombiaanse regering was bereid het stuk grond waar het Panamakanaal was gepland aan de Verenigde Staten te verhuren, voor de periode van een eeuw en met een optie van verlenging. Daarbij zouden alle rechten die aanvankelijk waren toegekend aan de Franse Panama-maatschappij overgaan naar de V.S. De Colombiaanse regering eiste als huur meer dan de helft van de verwachte opbrengst van de tolgelden die dienden te worden betaald voor de doorvaart door het uiteindelijke kanaal.
Indien de Verenigde Staten daarmee zouden instemmen, zou de geplande aanleg van het Panamakanaal voltooid kunnen worden en gaan worden geëxploiteerd als doorvaart tussen de Atlantische Oceaan en de Grote Oceaan in de landengte van Panama.
Toen beide staten niet tot overeenstemming konden komen over de hoogte van het jaarlijks te betalen bedrag ging de Amerikaanse president Theodore Roosevelt in 1903 een in het leven geroepen ¨Panamese onafhankelijkheidsbeweging¨ steunen. De Amerikaanse vloot maakte het de Colombiaanse troepen onmogelijk om naar Panama-Stad te komen, want de weg over land, door de oerwouden, was vrijwel ontoegankelijk. De "vrijheidsstrijders" konden dus bijna ongehinderd de macht grijpen. Dit wordt wel gezien als een staaltje Amerikaanse kanonneerbootpolitiek. Manuel Amador Guerrero werd de eerste president van Panama, hij regeerde van 20 februari 1904 tot 1 oktober 1908.
Aanvankelijk werd door vele staten geaarzeld met het erkennen van de onafhankelijkheid van Panama als zelfstandig land en niet langer een provincie van Colombia. Vooral in Latijns-Amerika werd de onafhankelijkheid van Panama vaak gezien als "gemaakt in Washington".

### Erkenning van de Panamese onafhankelijkheid (1903/1904)
- Verenigde Staten – 6 november 1903

Eerste land dat Panama erkende, slechts drie dagen na de onafhankelijkheidsverklaring.
- Frankrijk – 20 november 1903

Frankrijk had economische belangen in het oorspronkelijke kanaalproject.
- China– eind november 1903

Had reeds een consulaat in Panama-stad.
- Verenigd Koninkrijk – december 1903

Erkende Panama in ruil voor garanties over vrije doorgang in het kanaal.
- Italië – 1903 (exacte datum onbekend, waarschijnlijk december).

Erkende na de VS en Frankrijk, in lijn met Europese diplomatie.
- Duitsland – januari 1904

Voorzichtig  en informeel in het begin; erkende uiteindelijk formeel.
- Japan – begin 1904

Erkende snel, gezien opkomende wereldmachtbelangen.
- Mexico – maart 1904

Erkende met tegenzin na diplomatiek overleg met de VS.
- Argentinië – midden 1904

Wilde zich aanvankelijk neutraal opstellen, maar erkende Panama later toch.
- Brazilië – eind 1904

Erkende na formele onderhandelingen.

### Staten die Panama's onafhankelijkheid aanvankelijk niet erkenden of bekritiseerden
- Colombia

Weigerde aanvankelijk de onafhankelijkheid te erkennen en beschouwde Panama tot het begin van de jaren 1920 als een opstandige provincie. Uiteindelijk erkende Colombia Panama in 1921 in ruil voor een schadevergoeding van $25 miljoen van de VS (onder het Thomson–Urrutia-verdrag).
- Mexico

Hoewel Mexico Panama in 1904 erkende, sprak het zich aanvankelijk sterk uit tegen de afscheiding, die het zag als imperialistische inmenging van de VS.
- Argentinië en Chili

Deze staten waren terughoudend en lieten in de jaren 1903–1904 diplomatiek weten niet gelukkig te zijn met de wijze waarop de onafhankelijkheid tot stand was gekomen. Ze zagen het als een precedent dat gevaarlijk kon zijn voor regionale stabiliteit.
- Spanje

Was formeel traag met erkenning, mede vanwege haar historische banden met Colombia.
Vele staten erkenden Panama pas formeel nadat duidelijk werd dat de VS de onafhankelijkheid met kracht zou verdedigen en het Panamakanaal zou aanleggen. Deze erkenning was vaak een strategische of pragmatische beslissing, niet altijd een ideologische.

### Panamakanaal
De bouw van het Panamakanaal — met Amerikaans kapitaal — kon daarna van start gaan. De Panamaspoorlijn heeft een belangrijke rol gespeeld bij de aanvoer van materiaal en personeel voor het kanaal.
Het kanaal en de 16 kilometer brede zone eromheen werd in een verdrag "voor eeuwig" tot Amerikaans eigendom verklaard. Panama ontving in ruil eenmalig 10 miljoen dollar en een jaarlijkse vergoeding van 250.000 dollar.
Het land werd geplaagd door politieke instabiliteit en was feitelijk een vazalstaat van de Verenigde Staten. Vanaf 1947 wist 'sterke man' en pro-Amerikaanse kolonel José Remón de macht naar zich toe te halen. Gedurende 10 jaar wist hij met steun van het leger zijn politieke tegenstanders te verslaan. Onder zijn regeertermijnen — in 1952 won hij de presidentsverkiezing — nam de corruptie af en nam hij stappen de economische basis van het land te verbeteren. Op 2 januari 1955 werd hij vermoord.
In 1968 greep generaal Omar Torrijos de macht, die hij behield tot hij in 1981 bij een vliegtuigongeluk om het leven kwam; de oorzaak van dat ongeluk is nooit opgehelderd. Torrijos was de architect van de Torrijos-Carterverdragen waarin de overdracht van het Amerikaanse beheer van de kanaalzone werd geregeld.
Na hem werd Manuel Noriega de sterke man, zonder daadwerkelijk president te worden. Hij gedroeg zich als een dictator en werd van betrokkenheid bij de narcoticahandel beschuldigd. De binnenlandse spanningen liepen sterk op en de economische bedrijvigheid zakte in. In december 1989 verklaarde Noriega de Verenigde Staten de oorlog. Dit werd niet erg serieus genomen, maar vier dagen later werd een Amerikaanse militair doodgeschoten door de troepen van Noriega. De VS besloot Noriega uit het zadel te stoten tijdens Operation Just Cause waarna de democratie terugkeerde.
Op 31 december 1999 kreeg Panama volledige soevereiniteit over het Panamakanaal.
Geschiedenis van: Argentinië · Aruba · Bolivia · Brazilië · Chili · Colombia · Ecuador · Frans-Guyana · Guyana · Panama · Paraguay · Peru · Suriname · Uruguay · Venezuela
- Library of Congress Control Number: sh85097326
- Nationale Bibliotheek van Israël: 987007560652505171